# 田主智彦
田主 智彦（たぬし としひこ、1938年〈昭和13年〉7月17日 - 2019年〈令和元年〉10月29日）は、日本の政治家、元岡山県浅口市長（1期）。位階は従五位。旭日小綬章受章。

## 来歴
岡山県出身。早稲田大学教育学部卒。同大学院商学研究科中退。1994年鴨方町長に当選、4期務める。2006年鴨方町は金光町と寄島町との合併により、浅口市が発足。合併後の市長選挙に立候補し、元岡山県議会議員の栗山康彦を破って当選した。浅口市長を1期務め、2010年、市長を退任した。2017年秋の叙勲で旭日小綬章を受章。2019年死去。死没日付をもって従五位に叙された。